# Metacrangon cornuta
Metacrangon cornuta is een garnalensoort uit de familie van de Crangonidae. De wetenschappelijke naam van de soort is voor het eerst geldig gepubliceerd in 2009 door Komai & Komatsu.